# Punta Acebuche
Punta Acebuche es una zona de costa ubicada en el término municipal de Algeciras (Cádiz), ubicado entre los términos municipales de Algeciras y Tarifa. En dicha ubicación existe una Batería de Costas del Ejército de Tierra de España.
A dicha zona se accede en vehículo desde la pedanía algecireña de El Pelayo, concretamente por la pista forestal denominada del Cortijo Los Palo, o por la Pista del Cortijo del Lobo, próximo a la barriada de Getares.
36°3′0″N 5°27′36″O / 36.05000, -5.46000
- Datos: Q6092857